# Tatort: Flucht in den Tod
Flucht in den Tod ist ein österreichischer Fernsehkrimi von Alfred Paul Schmidt aus dem Jahr 1987. Er entstand als 199b. Folge der Kriminalreihe Tatort. Er gehört zu den 13 Folgen, die vom ORF außerhalb der offiziellen Tatort-Reihe ohne die ARD produziert und in der Erstausstrahlung nur in Österreich gesendet wurden.

## Handlung
Die beiden Freunde Leo Hofer und Willi Probst mischen verkleidet auf einem Motorrad ein Konzert auf und rufen anschließend selbst die Polizei, Fichtl kümmert sich widerwillig um die Bagatelle. Pfeifer macht Fichtl nach dem ergebnislosen Einsatz Vorwürfe, dass er anonymen Hinweisen nachgeht. Die Freundin von Leo und Willi, Anna Schönbeck, vermittelt den beiden eine Kundin, die Greißlerin, an die sie ein Unfallauto, das sie zuvor frisiert haben, teuer weiterverkaufen können, worauf die beiden, da Leo Kfz-Mechaniker ist, ein Geschäft entwickeln. Zwischen Leo und Willi, die mit Anna eine Ménage-à-trois haben, zeichnen sich erste Konflikte um die Gunst von Anna ab. Die Greißlerin und ihr Freier merken unterdessen, dass der Wagen nicht in Ordnung ist. Ihr Freier sucht Leo und Willi auf und fordert das Geld zurück, was die beiden ablehnen. Daraufhin zieht er eine Waffe, es kommt zum Handgemenge, in dem Willi den Freier erschlägt. Da die Nachbarn den Schuss, der sich im Handgemenge gelöst hat, hören und an der Tür klingeln, ergreifen Leo und Willi in Panik die Flucht.
Fichtl und Winter stellen fest, dass es sich wohl nicht um einen Mord, sondern um eine Tötung im Kampf gehandelt hat und dass Leo und Willi einen illegalen Autohandel betrieben haben. Die Beamten können auch die weiteren Hintergründe der Tat aufklären und fahnden nun nach den beiden Freunden. Fichtl vernimmt Leos Vater, der nicht gut auf seinen Sohn zu sprechen ist. Auch muss Winter feststellen, dass Willis Eltern, bürgerliche Leute, von ihrem Sohn und seinem Lebenswandel enttäuscht sind, und keiner von ihnen ist bereit, mit der Polizei zu kooperieren. Fichtl erfährt von der Greißlerin, dass sie den Kontakt zu Leo und Willi über Anna hat, und gibt ihm einen Tipp bezüglich deren Treffpunkt. Leo und Willi, die mittlerweile im Untergrund leben, treffen sich in dem von der Geißlerin angegebenen Lokal, um ihre weitere Zukunft zu besprechen. Pfeifer und sein Team erwarten dort bereits die beiden, der Zugriffsversuch scheitert, weil diese Waffen der Polizeibeamten an sich nehmen und mit dem Auto fliehen können. Willi sucht in der Not seine Eltern Ernst und Maria auf, welche versprechen, ihm zu helfen, wenn er sich stellt. Als er dies ablehnt und stattdessen Geld fordert, verweigert ihm dies sein Vater. Willi will daraufhin Leo zur Aufgabe bewegen, weil sein Vater ihm den besten Anwalt bezahlen will, doch Leo befürchtet, zu einer längeren Haftstrafe verurteilt zu werden, weil er beim Zugriffsversuch einen Polizisten angeschossen hat.
Leo wäre damit einverstanden, wenn Willi sich alleine stellt, aber dieser will seinen Freund nicht hängen lassen, schon gar nicht, weil auch Anna mit auf der Flucht ist. Die drei setzen daraufhin gemeinsam die Flucht fort, aber zwischen Leo und Willi steigen die Spannungen. Sie begehen einen Überfall, um ihre Flucht weiter zu finanzieren. Willis Vater Ernst Probst sucht Pfeifer auf und erzählt ihm von dessen Hilfeersuchen. Er resigniert, als er erfährt, dass sein Sohn bei dem Überfall auf den Inhaber geschossen hat und begeht daraufhin Suizid. Am selben Abend baut Willi betrunken einen Autounfall, bei dem Leo aus dem Auto geschleudert wird. Da der Unfallwagen explodiert, halten sich Leo und Willi danach gegenseitig für tot. Willi will daraufhin aufgeben, was ihm Anna ausredet. Ein geistig zurückgebliebener Zeuge, der den Unfall beobachtet hat, sagt gegenüber Pfeifers Team aus, Willi als Überlebenden des Unfalls erkannt zu haben, Leo aber nicht. Leo liest derweil in der Zeitung von einer in der Presse lancierten Falschmeldung, dass er von seinem Freund Willi ermordet worden sein soll. Auch Anna liest davon und hält Willi für einen Mörder, da sie während des Unfalls bewusstlos war und sich nicht mehr an den Hergang erinnert.
Kurz darauf wird Willi erschossen aufgefunden und Pfeifer verdächtigt Leo Hofer. Dieser könnte die Falschmeldung in der Zeitung gelesen und sich daraufhin an seinem Freund gerächt haben. In diesem Moment stellt sich Anna, um vor Pfeifer ein Geständnis abzulegen. Im selben Moment meldet sich Leo bei der Polizei und ist bereit, vor Fichtl ein Geständnis abzulegen. Beide gestehen unabhängig voneinander den Mord an Willi. Als Fichtl die beiden kurz darauf zusammenführt, sind diese erleichtert, Pfeifer hingegen vermutet ein Komplott in deren Doppelgeständnis. Anna fällt ihn Ohnmacht, als sie ihren Geliebten Leo sieht, Pfeifer begreift in diesem Moment, dass die beiden sich nicht abgesprochen haben, sondern sich gegenseitig schützen wollen. Pfeifer und Fichtl rätseln, wer von den beiden der Mörder ist. Inspektor Winter hat mittlerweile durch Zeugenaussagen herausgefunden, dass Leo kurz vor dem Mord weit entfernt vom Tatort gesehen wurde, dadurch ist Anna überführt. Sowohl Pfeifer als auch Fichtl und Winter geht der Fall zu nahe.

## Produktion
Flucht in den Tod war der insgesamt siebte Tatort-Fall um Oberinspektor Pfeifer, allerdings waren nur drei der insgesamt acht Folgen offizielle Tatort-Folgen der ARD-Reihe. Die übrigen wie auch diese Produktion waren alleinige des ORF. Diese eigenen ORF-Produktionen wurden auch nur in Österreich in Erstausstrahlung gezeigt. Die Folge Flucht in den Tod wurde bis auf eine Ausstrahlung in 3sat im Jahre 1989 nie in Deutschland ausgestrahlt.